# 小行星9797
小行星9797（英語：9797 Raes）是一颗围绕太阳公转的小行星。1996年4月18日，天文学家艾瑞克·怀特·埃尔斯特在拉西拉天文台发现了此天体。
这颗小行星的绝对星等为105.8105484295136等。